# 川島廣守
川島 廣守（かわしま ひろもり、1922年2月27日 - 2012年12月9日）は、日本の官僚。第10代プロ野球コミッショナー、第3代セントラル・リーグ会長、第2代本田財団理事長、内閣調査室長、内閣官房副長官、日本鉄道建設公団総裁などをつとめた。位階は従三位。

## 官僚として
福島県湊村（現会津若松市）出身。会津中学校を経て、中央大学法学部専門部法科入学。在学中に高等文官試験に合格。中大卒業後、内務省入省。海軍主計大尉としてインドネシア・サバン島にて終戦を迎えた。戦後は警察庁で警視庁公安部長、警察庁警備局長などを歴任。佐世保エンタープライズ寄港阻止闘争への対処などにあたった。出向にて内閣調査室長、内閣官房副長官(事務方)等の要職を歴任。
内閣官房副長官時代には、いわゆる「三公社五現業」へのストライキ権について検討する「公共企業体等関係閣僚協議会」の事務局長となり、諮問機関として学識経験者等からなる「専門委員懇談会」を組織した。条件付きスト権付与の考えを抱いていた三木武夫首相に対し、この問題を労働問題よりは政治問題と見ていた川島は付与に批判的だった。川島は自由民主党内の動向も見て、専門委員懇談会を「三公社五現業の経営形態を不問としたままのスト権付与は認めるべきではない」とする答申を出す方向へと導き、スト権ストに直面した三木がスト権付与を拒否する端緒を作った。
退官後は日本鉄道建設公団の副総裁となり、篠原武司の後を受けて1979年3月に総裁に就任するが、その後まもなく会計検査院の検査から公団の不正経理問題が発覚したため、7ヶ月後の10月22日に引責辞任した（事実上の更迭）。
行政苦情救済推進会議構成員（1987年-2000年）、人事院参与などを務めた。

## 野球人として
1984年に第3代セントラル・リーグ会長に就任。14年間リーグ会長を務める。1997年、勲一等瑞宝章受章。1998年には吉國一郎の後を継ぎ、第10代プロ野球コミッショナーに就任。2期6年コミッショナー職を務め、第11代コミッショナーとして根來泰周を推薦し、2004年に勇退した。
長い間放置されていたアマチュア球界との関係修復に力を注ぎ、社会人野球との間では1999年から一部条件つきながら元プロ選手が社会人野球チームに入団できるようにするほか、高校球界との間では2004年に「新人選手選択に関する覚書」を調印し、プロ野球選手の母校での練習や、プロ野球選手による高校生を対象とするシンポジウム（「夢の向こうへ」）を実現させている。
これらの功績が称えられ、2006年に特別表彰で野球殿堂入りが決まった。

### セ・リーグ会長時代（1984年〜1998年）
野球の国際化を目指し、メジャーリーグから審判員を招いて審判技術の向上を図った点等を評価する声がある。交流戦の実施（2005年に実現）を求めるパ・リーグ各球団やファンの声に対して消極的で、球界全体の共存共栄よりもセ・リーグの権益擁護に走ったと批判する声もある。このころ、アール・エフ・ラジオ日本で「川島廣守 ホームラントーク」というインタビュー番組のホストも勤めており、球界の関係者や著名人・文化人と対談を行っていた。その他、1991年12月に発覚した大洋ホエールズの中山裕章投手の連続強制わいせつ事件について、情状酌量を求める球団側に対して厳しい処分を要求、大洋球団による解雇処分につなげた。その後、1993年5月の署名活動の盛り上がりを受け、慎重論を押し切り当人の中日ドラゴンズ入りを認めている。

### コミッショナー時代（1998年〜2004年）
1997年から1998年まで福岡ドームにおける福岡ダイエーホークスのスパイ行為疑惑を受け、1999年1月18日に「試合中、外部からベンチへの情報伝達の禁止」など6項目を12球団に通達した。
2000年にシドニーオリンピック野球日本代表にプロ選手を派遣することを認めた点は、評価される業績の一つである。
黒い霧事件によって永久追放処分にされた池永正明の処分解除を求めて、支援者が署名を提出し復権を迫った際には、峻拒の姿勢を示した（その後、運動が盛り上がりを見せ、後任の根來泰周コミッショナーによって池永の復権が認められた）。
渡邉恒雄・読売新聞グループ本社社長とは昵懇な間柄で、そのことに関し、コミッショナー職の中立性を疑問視する声もあった。従来のコミッショナーの前職は野球畑とは別の官界や学界等であったが、セ・リーグ会長からの就任であった。

### 死去
コミッショナー退任後は隠棲生活を送っていたが2012年12月9日、急性心不全により東京都内の病院にて90歳で没した。